# 川西蹄盖蕨
川西蹄盖蕨（学名：Athyrium costulalisorum）为蹄盖蕨科蹄盖蕨属下的一个种。

## 扩展阅读
- 維基物種上的相關：川西蹄盖蕨